# Менесо (Душетский муниципалитет, Чартали)
Менесо (груз. მენესო) — село в Грузии, в муниципалитете Душети края Мцхета-Мтианети. 

## География
Село расположено в северной части края, в 41 километре по прямой к северу от центра муниципалитета Душети. Высота центра — 950 метров над уровнем моря.

## Население
По данным переписи населения 2014 года, в селе проживало 96 человек.
| Год  | Население |
| ---- | --------- |
| 2002 | 96        |
| 2014 | 96        |